# Suma gwarancyjna
Suma gwarancyjna - określona w umowie ubezpieczenia kwota stanowiąca górną granicę odpowiedzialności zakładu ubezpieczeń z tytułu umowy ubezpieczenia odpowiedzialności cywilnej. Inaczej mówiąc jest maksymalną wysokością odszkodowania, które może być wypłacone z konkretnego ubezpieczenia. Suma gwarancyjna określana jest przez ubezpieczyciela. Jej wysokość stanowi jedną z podstaw do naliczenia wysokości składki.
W obowiązkowym ubezpieczeniu odpowiedzialności cywilnej posiadaczy pojazdów mechanicznych minimalne sumy gwarancyjne wynoszą:
- w przypadku szkód na osobie – 5 210 000 EUR w odniesieniu do jednego zdarzenia, którego skutki są objęte ubezpieczeniem, bez względu na liczbę poszkodowanych,
- w przypadku szkód w mieniu – 1 050 000 EUR w odniesieniu do jednego zdarzenia, którego skutki są objęte ubezpieczeniem, bez względu na liczbę poszkodowanych[2].

W umowach ubezpieczenia mienia górną granicę odpowiedzialności stanowi kwota tzw. sumy ubezpieczenia, którą odnosi się do wartości ubezpieczeniowej.
W ubezpieczeniach na życie, nie ustala się granicy odpowiedzialności ubezpieczyciela, ale określoną kwotę, która wypłacana jest w przypadku zajścia wypadku ubezpieczeniowego.